# Маунт-Вернон (Арканзас)
Ма́унт-Ве́рнон (англ. Mount Vernon, Arkansas) — город, расположенный в округе Фолкнер (штат Арканзас, США) с населением в 144 человека по статистическим данным переписи 2000 года.

## География
По данным Бюро переписи населения США город Маунт-Вернон имеет общую площадь в 2,59 квадратных километров, водных ресурсов в черте населённого пункта не имеется.
Маунт-Вернон расположен на высоте 132 метров над уровнем моря.

## Демография
По данным переписи населения 2000 года в Маунт-Верноне проживало 144 человека, 44 семьи, насчитывалось 57 домашних хозяйств и 68 жилых домов. Средняя плотность населения составляла около 55,4 человека на один квадратный километр. Расовый состав Маунт-Вернона по данным переписи распределился следующим образом: 98,61 % белых, 0,69 % — представителей смешанных рас, 0,69 % — других народностей. Испаноговорящие составили 1,39 % от всех жителей города.
Из 57 домашних хозяйств в 33,3 % — воспитывали детей в возрасте до 18 лет, 63,2 % представляли собой совместно проживающие супружеские пары, в 14,0 % семей женщины проживали без мужей, 22,8 % не имели семей. 22,8 % от общего числа семей на момент переписи жили самостоятельно, при этом 10,5 % составили одинокие пожилые люди в возрасте 65 лет и старше. Средний размер домашнего хозяйства составил 2,53 человек, а средний размер семьи — 2,98 человек.
Население города по возрастному диапазону по данным переписи 2000 года распределилось следующим образом: 26,4 % — жители младше 18 лет, 7,6 % — между 18 и 24 годами, 20,8 % — от 25 до 44 лет, 25,7 % — от 45 до 64 лет и 19,4 % — в возрасте 65 лет и старше. Средний возраст жителей составил 42 года. На каждые 100 женщин в Маунт-Вернон приходилось 87,0 мужчин, при этом на каждые сто женщин 18 лет и старше приходилось 76,7 мужчин также старше 18 лет.
Средний доход на одно домашнее хозяйство в городе составил 26 406 долларов США, а средний доход на одну семью — 40 625 долларов. При этом мужчины имели средний доход в 28 750 долларов США в год против 30 625 долларов среднегодового дохода у женщин. Доход на душу населения в городе составил 12 593 доллара в год. Все семьи Маунт-Верноне имели доход, превышающий уровень бедности, 4,9 % от всей численности населения находилось на момент переписи населения за чертой бедности, при этом 12,9 % из них находились в возрасте 65 лет и старше.